# Fochville
Fochville este un oraș din Africa de Sud.